# 음모자들
음모자들(同謀, 동모, Conspirators)은 중국에서 제작된 옥사이드 팽 감독의 2013년 드라마, 스릴러, 범죄 영화이다. 곽부성 등이 주연으로 출연하였고 임소강 등이 제작에 참여하였다.

## 출연

### 주연
- 곽부성
- 장가휘
- 강일연

### 조연
- 이신호
- 진관태
- 아우
- 소비
- 린웨이